# Wolfgang Kemmer
Wolfgang Kemmer (* 1966 in Simmern/Hunsrück) ist ein deutscher Autor und Herausgeber von Kriminalromanen, Kurzgeschichten und historischen Romanen.

## Leben
Wolfgang Kemmer wuchs in Wiebelsheim auf. Er studierte in Köln Germanistik, Anglistik und Angloamerikanische Geschichte und veröffentlichte noch während seines Studiums die ersten Kriminalromane. Seine Magisterarbeit über die Kriminalromane des deutschen Autors Jörg Fauser erschien auch in Buchform. Nach dem Studium arbeitete Kemmer als Volontär und anschließend als Lektor in einer Münchner Literaturagentur. Von 2006 bis 2014 betreute er den von ihm gemeinsam mit Matthias Stöbener ins Leben gerufenen Kurzkrimi-Podcast für Jokers Weltbild.
Unter Pseudonym schrieb er viele Kurzkrimis für verschiedene Zeitschriften und Zeitungen und gab eine Reihe von Anthologien heraus. Seine Kurzgeschichte „Das höchste Gut“ war 2011 für den Agatha-Christie-Krimipreis nominiert. 2016 war er für den Schwarzwälder und 2019/2020 für den Freiburger Krimipreis nominiert. Kemmer ist Mitglied in der Krimi-Schriftsteller-Vereinigung Syndikat. Heute lebt er als freier Autor, Redakteur und Dozent in Augsburg.

## Werke (Auswahl)

### Kriminalromane
- Schwarze Witwen. Klein und Blechinger, Elsdorf 1996, ISBN 3-927658-37-5.
- Ach wie gut, dass niemand weiß. Klein und Blechinger, Elsdorf 1997, ISBN 3-927658-50-2.
- Sherlocks Geist. Gmeiner Verlag, Meßkirch 2015, ISBN 978-3-8392-1753-5.
- Im Bauch des Baal. BoD, Norderstedt 2023, ISBN 978-3-7583-0192-6.

### Historische Romane
- Feuersbrunst. Ein Krimi aus dem Mittelalter. Emons, Köln 2005, ISBN 3-89705-367-5.
- Im Auftrag des Stadtvogts. Historischer Roman. Gmeiner, Meßkirch 2017, ISBN 978-3-8392-5505-6.
- Die Schwester des Torwächters. Gmeiner, Meßkirch 2020, ISBN 978-3-8392-2557-8.

### Anthologien (als Herausgeber)
- Happy Birthday, Mister Holmes! Neue Fälle für den Meisterdetektiv. Erzählungen. 1997, DNB 1081266899.
- Glausers Erben. Kurzkrimis. Jokers, 2008
- In Kürze verstorben. KBV-Verlag, Hillesheim 2008, ISBN 978-3-940077-42-4.
- mit Andreas Izquierdo: Flanke, Schuss und Tod! 21 Kriminalstories. KBV-Verlag, Hillesheim 2018, ISBN 978-3-95441-416-1.

### Texte über Kriminalliteratur
- Hammett – Chandler – Fauser. Produktive Rezeption der amerikanischen hardboiled school im deutschen Kriminalroman. Teiresias, Köln 2001, ISBN 3-934305-28-8.